# Молодецьке (Охтирський район)
Молоде́цьке —  село в Україні, у Грунській сільській громаді Охтирського району Сумської області. Населення становить 84 осіб. Колишній орган місцевого самоврядування — Гнилицька сільська рада.

## Географія
Село Молодецьке знаходиться неподалік від витоків річки Грунь. За 1 км розташоване село Качанівка. Поруч проходить автомобільна дорога Т 1705.

## Історія
12 червня 2020 року, відповідно до розпорядження Кабінету Міністрів України № 723-р «Про визначення адміністративних центрів та затвердження територій територіальних громад Сумської області», село увійшло до складу Грунської сільської громади.
19 липня 2020 року, в результаті адміністративно-територіальної реформи та ліквідації Охтирського району(1923-2020), громада увійшла до складу новоутвореного Охтирського району.

## Населення

### Мова
Розподіл населення за рідною мовою за даними перепису 2001 року:
| Мова            | Кількість | Відсоток |
| --------------- | --------- | -------- |
| українська      | 79        | 94.05%   |
| російська       | 4         | 4.76%    |
| інші/не вказали | 1         | 1.19%    |
| Усього          | 84        | 100%     |